# Alejandro Portes
Alejandro Portes (La Habana, 13 de octubre de 1944) es un sociólogo y demógrafo cubano-estadounidense, galardonado en 2019 con el Premio Princesa de Asturias de Ciencias Sociales.

## Biografía
Nacido en Cuba, en cuya Universidad de La Habana comenzó sus estudios, continuó después en la Pontificia Universidad Católica Argentina Santa María de los Buenos Aires, se graduó en la universidad estadounidense de Creighton en 1965, obtuvo la nacionalidad estadounidense en 1968 y se doctoró en Sociología en 1970 en la Universidad de Wisconsin-Madison. Fue profesor de la Universidad de Texas, Duke University, Johns Hopkins, Miami y Princeton, donde ocupó la cátedra de Sociología, y donde en la actualidad (2020) es profesor emérito.
Su área de investigación principal se sitúa en torno a las migraciones internacionales y la sociología económica, con especial interés las que se producen hacia Estados Unidos y evalúa el impacto y consecuencias que tienen para los inmigrantes y sus descendientes. Ha realizado estudios a medio y largo plazo entre la población inmigrante cubana en Estados Unidos y su adaptación al nuevo entorno —Latin Journey: Cuban and Mexican Inmigration in the United States (1985), Legacies: The Story of the Inmigrant Second Generation (2001)— y también sobre la que llega a España  —Spanish Legacies: The Coming of Age of the Second Generation (2016)—. Muchos de sus trabajos académicos han sido después publicados en libros especializados. Cofundó el Centro de Migraciones y Desarrollo de Princeton y es investigador del University College de Londres.
Es miembro de la Academia Americana de las Artes y las Ciencias y de la Academia Nacional de Ciencias de Estados Unidos, entre otras instituciones y sociedades. Ha sido galardonado en distintas ocasiones y por diversas instituciones como los doctorados honoris causa por la neoyorquina New School for Social Research, la universidad de Wisconsin-Madison y la de Génova, el premio de la Academia Americana de Ciencias en 2008 y el Premio Princesa de Asturias de Ciencias Sociales en España en 2019, donde el jurado destacó «sus aportaciones al estudio de las migraciones internacionales, uno de los grandes desafíos para las sociedades contemporáneas. A través de conceptos novedosos como los de enclave étnico e integración segmentada, ha esclarecido las condiciones bajo las que los flujos migratorios pueden resultar beneficiosos tanto para los inmigrantes como para los países de acogida».